# Orthochromis stormsi
Orthochromis stormsi är en fiskart som först beskrevs av George Albert Boulenger 1902.  Orthochromis stormsi ingår i släktet Orthochromis och familjen Cichlidae. IUCN kategoriserar arten globalt som livskraftig. Inga underarter finns listade i Catalogue of Life.